# 乳色吐息
『乳色吐息』（ちちいろといき）は、ごばんによる成人向け漫画。および、それを原作とした成人向けOVA。

## Please educat me![注 1]

### ストーリー
女子高生のあずさは教師であるさと兄と付き合っていた。さと兄はあずさが通う女子高で教育実習中であった。
たびたびあずさがさと兄の家の合鍵を勝手に作り、フェラチオ、パイズリ、生挿入なんてことも。そんなある日、あずさは学校でさと兄が他の女子生徒と楽しそうに喋っているのを目撃。
あずさは授業を抜け出し、ヤキモチのお仕置きセックスが始まる。

### 登場人物
真田あずさ（さなだあずさ）
本編のヒロイン。女子高生ながら、さと兄と交際している。学校でも関係がバレないようにさと兄から普通に「先生」と呼ぶよう言われている。こっそり合鍵を作って（その合鍵は少なくとも7本持っている）、大好きなさと兄の家によく侵入している。ゴロを巻いているというわけではないが、さと兄とエッチをしたいがために授業を抜け出すなど不真面目な一面もあり、退学になっても構わないほどにさと兄を愛している。さと兄とは家庭教師と生徒だったころからの付き合い。
さと兄
女子高で教育実習中の眼鏡をかけた教師。あずさと交際している。女子高だけに男が珍しいのか女子からは人気があり、家庭科で作った食品をプレゼントされたこともある。作中の描写から担当科目は理科や化学。

## Love square panic

### 第1話
いつも一目惚れした相手にすぐ告白し玉砕するたかし。そんなとき、借りていたDVDを返しに幼馴染のさやかがやって来る。話をしていく中で、さやかはたかしにおっぱいを触らせて欲しいと懇願される。たかしの土下座に負けたさやかはちょっとだけならと要求を呑む。
しかし、たかしはワンピースをずらして幼馴染の爆乳を露にし、生乳首を吸う。されてばかりで気にいらないさやかはたかしを押し倒し、ちんぽを咥える。もう少しでイキそうな時、姉がお菓子を運んでくる。たかしはさやかの口の中に射精してその場を乗り越える。（このとき精子の匂いで姉が勘付く）
姉が退室した直後、たかしはさやかを押し倒してぎんぎんに勃起したアレをぶち込む。だが、部屋の外では姉が2人のセックスを覗いていた。

### 第2話
たかしはさやかに電話をかけるが繋がらず、退屈そうにしていたある日。姉がエロ下着を身にまとい、たかしの部屋に入ってくる。そして、たかしに抱きつき、セックスを誘う。ちょうどその瞬間、さやから折り返しの電話がかかってくるが、姉は男になった弟のアレを咥えて妨害する。
姉はさやかよりも大きなおっぱいで幼馴染を無理やり襲った弟のおチンチンを教育する。

### 第3話
妹の美香は姉とたかしがセックスしていたのを見て家出。お小遣いも使い果て公園で万策尽きていた頃、たかしに見つかる。たかしがコンビニで買ってきてくれた肉まんをほおばっていると、突然の大雨で2人は遊具の中に避難する。美香は昔の話を語りだし、キスしてくれたら家に帰るという条件を提示する。
2人は大人のキスをするが、我慢できなくなり・・。

### 最終話
美香が家出した際にさやかからの電話に出なかった罰としてたかしはさやかの命令に絶対服従になったが、全く言う事を聞かなかった。たかしを自分に振り向かせるためさやかは行動を起こすが、たかしと下着姿の美香が喧嘩しているのを見て家に泊まることになる。
その夜、さやかはたかしの部屋を訪れて隠し事をしていないかと問う。だがその途中で美香と姉が乱入してきて、たかしの奪い合いが始まる。

### 登場人物
たかし
声 - 夏村伊介
主人公。一目惚れした相手にすぐに告白するが、いつも玉砕されている。胸のことを常に考えるほどにおっぱいが大好き。婚約者がいる女性（佐山）に告白をするなど無鉄砲な性格でさやかにも無謀と呆れられている。
川澄さやか
声 - 御苑生メイ
たかしの幼馴染。ポニーテールの爆乳娘。たかしの姉からは「さやちゃん」と呼ばれている。佐山に振られ寝込んでいるたかしを慰めていたが、その場の流れでたかしと男女の関係になり、ようやく幼馴染から女性として意識してもらえたことに安堵する。ミサキと美香もたかし争奪戦に参戦したことで混迷する状況に悩むも、たかしから自分のことが好きであると宣言してもらえることになった。
OVA上巻ではメインヒロインを務める。
ミサキ
たかしと美香の姉。たかしのことが大好きなブラコンで美香やさやかよりも爆乳。姉と弟ということでたかしと結ばれることは我慢していたが、たかしとさやかが結ばれたことをきっかけに自身もたかしと結ばれる。その後もさやかと美香と共にたかし争奪戦に励んでいる。
OVA版では未登場。
美香
声 - 小倉結衣
たかしの妹。傷心した、たかしを誘惑してしまうミサキについうっかり手が出てしまう性分。いつもはたかしに対してツンツンしており、「あいつ」と邪険な呼び方をすることもあるが、本当は幼少期にたかしとしたお嫁さんにしてくれるという話を覚えているくらい大好き。ミサキやさやかには劣るが、美香も爆乳。たかしがさやかやミサキと結ばれたことで傷心状態にあったが、自身もたかしと結ばれたことで安堵、その後もさやかとミサキと共にたかし争奪戦に励んでいる。
OVA下巻ではメインヒロインを務め、たかしに飲尿をさせる場面も追加されている。
佐山
教育実習の先生。婚約者がいる。眼鏡をかけている。たかしから告白されたが（立場や事情などの意味で）振った。

## 書誌情報
- ごばん 『乳色吐息』 コアマガジン（メガストアコミックス）、全1巻
  1. 2013年6月29日発売 ISBN 978-4-86436-501-7[12]

## OVA
メリー・ジェーンより発売。内容は『Love square panic』を元に、ヒロインをさやかと美香にしぼり、再構成した物となっている。
- 『乳色吐息 上巻 幼なじみに男を刻め』（2014年5月30日発売） JAN 4571153235497[13]
- 『乳色吐息 下巻 妹に兄の威厳を見せつけろ』（2014年9月5日発売） JAN 4571211611188[14]